# Schistura vinciguerrae
Schistura vinciguerrae är en fiskart som först beskrevs av Hora, 1935.  Schistura vinciguerrae ingår i släktet Schistura och familjen grönlingsfiskar. IUCN kategoriserar arten globalt som livskraftig. Inga underarter finns listade i Catalogue of Life.